# 1908 au Nouveau-Brunswick
Chronologie du Nouveau-Brunswick
- 1904
- 1905
- 1906
- 1907
- 1908
- 1909
- 1910
- 1911
- 1912

Cette page concerne des événements d'actualité qui se sont produits durant l'année 1908 dans la province canadienne du Nouveau-Brunswick.

## Événements
- 3 mars : 32e élection générale néo-brunswickoise.
- 24 mars : John Douglas Hazen devient premier ministre à la place de Clifford William Robinson.
- 23 juillet : Joseph Ouellette, député.
- 26 octobre : à l'élection fédérale, 11 libéraux et 2 conservateurs sont élus dans la province.

## Naissances
- 14 mars : Edmund William George, député.
- 1er juin : Edgar Fournier, député et sénateur.
- 1er août : Bill Miller, joueur de hockey.

## Décès
- Jeremiah De Veber, député
- 12 janvier : George McInerney, député.